# Сіннамон Лав
Синнамон Лав (англ. Sinnamon Love; нар. 31 грудня 1973, Флінт, штат Мічиган, США) — американська порноакторка.

## Життєпис
В порноіндустрію потрапила в 1993 році, коли їй виповнилося 20 років і вона була матір'ю двох дітей. Знялася в понад 260 порнофільмах.

## Нагороди
- 2011: AVN Hall of Fame[1]
- 2011: CineKink Audience Choice Award: «Bring It» Category — Rough Sex 2
- 2009: Urban X Awards Hall of Fame[2]

## Фільмографія
- Big Ass Slumber Party (2006)
- Black Girl Booty Battle (2011)
- Chocolate Ass Candy 6 (2010)
- Booty Freaks (2008)
- Ass Masters 5 (1995)
- Slippin' into Darkness (2001)
- Big Butt Black Teachers (2006)
- M. I. L. F. Chocolate (2007)
- How To Pick Up Black Chicks 2 (2009)